# براد والش
براد والش (بالإنجليزية: Brad Walsh)‏ هو مغن مؤلف ومنتج أسطوانات أمريكي، ولد في 15 يونيو 1982.

## وصلات خارجية
- الموقع الرسمي
- براد والش على موقع ميوزك برينز (الإنجليزية)